# Trogus flavipennis
Trogus flavipennis là một loài tò vò trong họ Ichneumonidae.